# Wojciech Dohnal
Wojciech Przemysław Dohnal – polski antropolog, doktor habilitowany nauk humanistycznych, profesor uczelni Instytutu Etnologii i Antropologii Kulturowej Wydziału Antropologii i Kulturoznawstwa Uniwersytetu im. Adama Mickiewicza w Poznaniu.

## Życiorys
10 marca 1997 obronił pracę doktorską Antropologiczne koncepcje społeczeństw pierwotnych. Studium z historii antropologii brytyjskiej, 21 października 2013 habilitował się na podstawie pracy zatytułowanej Od polityki pierwotnej do postpolityki. Z dziejów anglosaskiej antropologii politycznej. Został zatrudniony na stanowisku adiunkta w Instytucie Etnologii i Antropologii Kulturowej na Wydziale Historycznym Uniwersytetu im. Adama Mickiewicza w Poznaniu.
Objął funkcję profesora uczelni Instytutu Etnologii i Antropologii Kulturowej Wydziału Antropologii i Kulturoznawstwa Uniwersytetu im. Adama Mickiewicza w Poznaniu, oraz członka Komitetu Nauk Etnologicznych I Wydziału Nauk Humanistycznych i Społecznych Polskiej Akademii Nauk.

## Publikacje
- 2001: Antropologiczne koncepcje plemienia : studium z historii antropologii brytyjskiej[2]
- 2009: Władza i autorytet : przywództwo polityczne w ujęciu antropologicznym[3]
- 2013: Pleszewianie o swoim mieście i sobie : perspektywa międzypokoleniowa[2]
- 2019: Afryka – pasja życia : tom jubileuszowy dedykowany dr hab. Jackowi Łapottowi prof. US w 70. rocznicę urodzin / redakcja Ewa Prądzyńska, Anna Szczepańska-Dudziak, Lucjan Buchalik[2]